# All Saints University College of Medicine
All Saints University College of Medicine, Saint Vincent and the Grenadines (ASU SVG) ist eine medizinische Lehrstätte (Private University) in St. Vincent und den Grenadinen in der Karibik mit zwei Standorten: einem in Kingstown und einem in Arnos Vale. Die administrative Basis befindet sich in Toronto, Ontario.

## Geschichte
Die All Saints University wurde im April 2006 gegründet. Richmond Paulpillai MSc war der erste Kanzler (Chancellor). Der Campus in Roseau eröffnete 2006 und in der Folge entstand 2011 eine zweite Schwesteruniversität in St. Vincent und den Grenadinen. Die Studentenzahl wuchs stetig im Verlauf des letzten Jahrzehnts. Viele der Studenten sind inzwischen niedergelassene Ärzte in Kanada, den Vereinigten Staaten und anderen Ländern. Im Dezember 2016 verstarb Richmond Paulpillai. 2019 begannen die beiden Universitäten unabhängig voneinander zu agieren. Neuer Präsident des All Saints University College of Medicine in St. Vincent und den Grenadinen wurde Mane Paulpillai.

## Lehre
Die medizinischen Kurse stehen sowohl einheimischen wie ausländischen Studenten offen. Bürger von St. Vincent und den Grenadinen erhalten automatisch ein Stipendium über 50 % der Studiengebühren.

### 5-jähriges MD-Programm
Das fünfjährige MD-Programm (Doktor der Medizin) ist auf Highschool-Absolventen ausgelegt, die direkten Zugang zum Medizinstudium anstreben. Das Programm besteht aus 4 Semestern of premedical (vormedizinische) Kurse, inklusive Biologie, General Chemistry, Organische Chemie, Physik, Mathematik und Introductory Anatomy. Danach folgt das strukturierte Curriculum des 4-järrigen MD-Programms.

### 4-jähriges MD-Programm
Das 4-jährige MD-Programm ist ausgelegt für Studenten, die mit einem Bachelor of Science oder den notwendigen Vorkenntnissen von einer akkreditierten Schule kommen. Das Programm besteht aus 2 Jahren Wissenschaftsstudium (basic sciences), die an dem Campus in Saint Vincent gelehrt werden. Danach folgen 2 Jahre Famulatur (clinical clerkship) in Lehr-Spitälern, die vom Accreditation Council for Graduate Medical Education (ACGME) akkreditiert sind, in den Vereinigten Staaten, Großbritannien und der Karibik. In dieser Zeit müssen die Studenten mindestens 72 Wochen in klinischen Schichten mitarbeiten, in den Feldern Innere Medizin, Chirurgie (General Surgery), Pädiatrie, Psychiatrie, Geburtshilfe/Gynäkologie und Family Practice.

### Famulatur (Clinical Clerkship)
Famulaturen können in den folgenden Kliniken abgeleistet werden. Alle außer dem Praktikum im Parkview Hospital in Fort Wayne sind ACGME-zertifiziert.
| Hospital                                             | Location            |
| ---------------------------------------------------- | ------------------- |
| St. Mary and Elizabeth Medical Center                | Chicago, Illinois   |
| Jackson Park Hospital                                | Chicago, Illinois   |
| Norwegian American Hospital                          | Chicago, Illinois   |
| Presence Our Lady of the Resurrection Medical Center | Chicago, Illinois   |
| Holy Cross, Sinai Health System                      | Chicago, Illinois   |
| Swedish General Hospital                             | Chicago, Illinois   |
| Parkview Hospital                                    | Fort Wayne, Indiana |

## Akkreditierung
All Saints University College of Medicine ist rechtlich in Saint Vincent und den Grenadinen angesiedelt (chartered and recognised). Die Schule ist ermächtigt den Doctor of Medicine (MD) zu verleihen, wodurch die Kandidaten den Abschluss bekommen, um in Saint Vincent und den Grenadinen und in Übersee Medizin zu praktizieren. Derzeit ist das All Saints University College of Medicine anerkannt von der Educational Commission for Foreign Medical Graduates (ECFMG), der Foundation for Advancement of International Medical Education and Research (FAIMER) und der World Health Organization (WHO).
Sie ist nicht von der Caribbean Accreditation Authority for Education in Medicine and other Health Professions (CAAMHP) akkreditiert.